# آنتونیو فلورو فلورس
آنتونیو ماریانو فلورو فلورس (ایتالیایی: Antonio Mariano Floro Flores؛ زادهٔ ۱۸ ژوئن ۱۹۸۳) بازیکن فوتبال اهل ایتالیا است.

## باشگاهی
از باشگاه‌هایی که در آن بازی کرده‌است می‌توان به ناپولی، سمپدوریا، پروجا، اودینزه، جنوآ، گرانادا، ساسوئولو، کیه‌وو و باری اشاره کرد.

## تیم ملی
وی همچنین در تیم ملی فوتبال زیر ۲۱ سال ایتالیا بازی کرده‌است.